# 金昌洙
金昌洙（김창수，1985年9月12日—），韩国足球运动员，现效力于韩国职业足球联赛球队FC光州。

## 俱乐部生涯
2004年，金昌洙从東明情報工業中学毕业后加入K联赛球队蔚山现代，不过在2004赛季他只得到一次联赛杯出场的机会。2005年，他离队前往K2联赛的半职业球队昌原市厅。2006年，他回归K联赛，加盟大田市民，2008年转会到釜山IPark，并成为球队的主力右后卫。2010年，金昌洙成为釜山IPark的队长，并在2012赛季首次入选K联赛赛季最佳十一人名单。
2013年，金昌洙加盟日本职业足球联赛球队柏雷素尔。
2017年，金昌洙回归K联赛，加盟蔚山现代。
金昌洙入选韩国国奥队参加2008年夏季奧林匹克運動會足球比賽的名单，但韩国国奥队在小组赛即遭淘汰。
2009年2月1日，他在韩国和叙利亚的友谊赛首次代表成年国家队出场。
2012年7月，金昌洙以超龄球员的身份再次入选韩国国奥队参加2012年夏季奧林匹克運動會足球比賽。他在八强战和英国队的比赛骨折退场，最后跟随球队获得奥运会铜牌。